# Typhlodromus caucasicus
Typhlodromus caucasicus är en spindeldjursart som först beskrevs av Abbasova 1970.  Typhlodromus caucasicus ingår i släktet Typhlodromus och familjen Phytoseiidae. Inga underarter finns listade i Catalogue of Life.